# Mas Planoi
Mas Planoi és una obra del municipi de Castellgalí (Bages) inclosa en l'Inventari del Patrimoni Arquitectònic de Catalunya. També dona nom al nucli de població de Mas Planoi, el més poblat del terme municipal, una urbanització de cases al voltant de l'antic Mas.

## Descripció
Masia de planta rectangular que consta de planta baixa, pis i golfes. L'edifici ha patit transformacions al llarg del temps tal com s'observa en les diferents parts que l'integren. La façana principal queda tancada per un pati. Hi destaquen els brancals i llindes de pedra a les obertures. A l'interior trobem una volta de mig punt a la planta baixa i una pica per pastar el pa, amb la inscripció 1779, també de pedra. Al primer pis hi ha un gran sala central. La casa ha estat dividida i la part posterior s'ha habilitat com a restaurant, al qual s'hi accedeix des de fora del recinte. A la façana s'hi veuen els arcs d'una galeria tapiada a nivell del primer pis. La paret del mur que tanca el pati presenta espitlleres.

## Història
A la masia hi trobem les següents dates inscrites: A la façana: 1862 En una llinda del primer pis a l'interior: 1692 En una dovella d'un cos lateral: 1862.